# Observatorio Astronómico de La Sagra
Observatorio Astronómico de La Sagra är ett astronomiskt observatorium i Puebla de Don Fadrique, provinsen Granada, Spanien. Det invigdes 2004, och har observatoriekoden J75.

## Placering
Observatoriet är beläget i sierra de La Sagra, på 1530 m ö.h. och 15 km från  Puebla de Don Fadrique. Avståndet till Observatorio de Calar Alto i Almería är 70 km fågelvägen, även om vägavståndet är 135 km, på grund av områdets orografi.

## Arbetsfält
Observatoriet arbetar med undersökningar om "mindre objekt" i solsystemet såsom:
- sökningar efter jordnära objekt;
- sökningar efter transneptuniska objekt;
- sökningar efter asteroider i Asteroidbältet.
- sökningar efter övergivna föremål från rymdexpeditioner som kan innebära en potential fara.

## Upptäckter
C/2012 B3 La Sagra